# Xiphosomella cremastoides
Xiphosomella cremastoides là một loài tò vò trong họ Ichneumonidae.